# JAR (formato de arquivo)

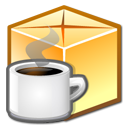
Ícone de um arquivo JAR no KDE

Em software, JAR (Java ARchive) é um arquivo/ficheiro compactado, usado para distribuir um conjunto de classes Java; um aplicativo Java; ou outros itens, como imagens, XMLs, entre outros. É usado para armazenar classes compiladas e metadados associados que podem constituir um programa.
Arquivos .jar podem ser criados e extraídos usando o utilitário "jar" da JDK. Ferramentas de compressão (como o WinZip) também podem criar arquivos .jar.
Um arquivo jar possui um arquivo manifesto localizado no caminho "META-INF/MANIFEST.MF". As entradas do arquivo manifesto determinam como o arquivo jar será usado. Arquivos jar que têm a intenção de serem executáveis (como o *.exe do Windows) terão uma de suas classes especificadas como a classe "principal". O arquivo manifesto terá uma entrada como:
```
Main
-
Class
:
meusProgramas
.
MinhaClasse

```

As aplicações contidas nestes arquivos são tipicamente executadas com um comando similar a:
```
java
 
-
jar
 
exemplo
.
jar

```

Os arquivos jar podem ser "ofuscados" para que o seu conteúdo não seja visível para outras pessoas.
Em junho de 2005, foi iniciado o JSR 277: Java Module System que pretende criar um sucessor do formato jar.
JAR é também o nome de um programa que cria arquivos diferentes dos criados pelo JAR da Sun Microsystems. É um formato de arquivos comprimidos de proposta geral e sucessor do ARJ.